# 公聴会
公聴会（こうちょうかい、英語: hearing）とは、特定の事案に対して、利害関係人や学識経験者などから意見を聴取する制度。
あるいは、学位としての博士号等を授与しようとする際に、その論文要旨、研究内容を発表させ、指導にあたる教員との間の口頭試問を、一般に広く前もって告知し、誰もが出席可能な状態で催す場合も「公聴会」の名称を用いる。この場合は、下記のような行政的、法的な定義とは別途である。

## 議会手続

### 米国
アメリカ合衆国議会では、常任委員会の小委員会で政府の当局者や民間の関係者を招致して頻繁に開催されている。
常任委員会公聴会記録（Committee Hearing）は速記録だけでなく、関係者から提出された証言書や関係資料も収載されており、審議された問題に関する重要資料となっている。

### 日本
国会法第51条第1項において、委員会は、一般的関心及び目的を有する重要な案件について、公聴会を開き、真に利害関係を有する者又は学識経験者等から意見を聴くことができると定め、2項において総予算及び重要な歳入法案においては、開催義務があることを規定している。
加えて、衆議院憲法審査会規程及び参議院憲法審査会規程により、衆議院憲法審査会・参議院憲法審査委員会において憲法改正原案についても公聴会の開催が義務づけられている。
単独の委員会においてだけでなく、連合審査会、常任委員会合同審査会、参議院の調査会においても公聴会を開くことができる。

#### 歴史
日本の公聴会制度はアメリカの議会にならって取り入れられたものである。

戦後直後は相当の頻度で行われてきた。しかし、参考人制度が設けられたことなどにより、公聴会制度の形骸化を指摘する声もある。総予算と極めて重要な法案の場合にしか開かれない現状にあり、公聴会を開催する時点で各議員の賛否はもう既に決まっていることが多い。なお、アメリカの議会には参考人制度はない。

#### 日程
1. 委員会で日程について議決した後、議長の承認を得る。（先例としては、議院運営委員会に対する諮問を経て承認を与える。）
2. 公聴会開催の公示を官報に掲載するとともに、議院のホームページ及びNHKラジオやNHKテレビで公述人の公募を行う。

- 実際の運用としては、各党があらかじめ推薦する公述人が選ばれ、実際に公募で選ばれる公述人は少ない(もっとも、全く選ばれないというわけでもない)。
- 公聴会を開催することが採決の前提とされることが多く、公聴会の日程をめぐって与野党間で水面下での駆け引きが展開される。

## 行政手続

### 米国
アメリカの行政手続では私人に対するレター（letter）や通知書に仮決定の性質をもつものがあり、その過程で公聴会が開催されることがある。

### 日本
行政手続法第10条で、申請に対する処分であって、申請者以外の者の利害を考慮して処分をすべきことを要件とされている場合には，公聴会の開催等適当な方法で当該申請者以外の者の意見を聴くよう努めなければならないと定められている。